# Vértiz
Vértiz é um município da província de La Pampa, na Argentina.